# Kavarás (film)
A Kavarás (eredeti cím: Blended) 2014-ben bemutatott amerikai romantikus vígjáték, melyet Frank Coraci rendezett és Ivan Menchell, valamint Clare Sera írt. A főszerepben Adam Sandler és Drew Barrymore.
Ez a harmadik közös romantikus vígjátéka Sandlernek és Berrymore-nak, az 50 első randit és a Nászok ászát követően. A Kavarás fogadtatása többnyire negatív volt, a Rotten Tomatoeson 120 kritikus 14%-ra értékelte a filmet.
Az Amerikai Egyesült Államokban 2014. május 23-án mutatták be, Magyarországon szinkronizálva július 3-án.

## Cselekmény
Lauren Reynolds (Drew Barrymore) elvált anyuka, akinek van két fia, Brendan (Braxton Beckham) és Tyler (Kyle Red Silverstein). Találkozik egy vakrandin a megözvegyült Jim Friedmannal (Adam Sandler), akinek három lánya van, Hilary (Bella Thorne), Espn (Emma Fuhrmann) és Lou (Alyvia Alyn Lind). A randi katasztrófával végződik, a természetükből eredő konfliktusok miatt; Jim ügyetlen és gondatlan, Lauren pedig határozott és mindig a tökéletesre törekszik. Később Jim és Lauren összefutnak egy boltban, ahol segítenek egymásnak a gyerekeiknek vásárolni. Később Jim rájön, hogy összecserélték a hitelkártyájukat, ezért elmegy Lauren házához. Ott Lauren megtudja, hogy a barátnője, Jen (Wendi McLendon-Covey) szakított a párjával, történetesen Jim főnökével, aki tervezett vele egy afrikai vakációt, de így végül nem mennek el. A másik tudta nélkül Jim és Lauren is intézkedik, hogy előre lefoglalják a családjukkal a nyaralást. Ahogy megérkeznek Afrikába, meglepődik a két család, amikor meglátják egymást. A helyzet kínossá válik, mikor kiderül, hogy a lefoglalt nyaraláshoz egy romantikus (közös) lakosztály és program tartozik. A két család összeül a "kavarós nászéjszakán", ahol megismerkednek más párokkal is, beleértve a szexmániás Eddyt (Kevin Nealon) és Gingert (Jessica Lowe), valamit Eddy tizenéves fiát, Jake-et (Zak Henri), akiért Hilary az első látásra odavan. A gyerekek alázzák egymást, Brendan furcsállja, hogy Espn úgy viselkedik, mintha az anyja ott lenne vele. Idővel a gyerekek is kezdenek kötődni egymáshoz és egymás szüleihez.
Jim boldogan segít a fiúknak a kalandos sportokban, míg Lauren gondoskodik Jim lányairól. Segít Hilarynak változtatni a fiús stílusán, hogy nőiesebb legyen. Jim és Lauren az idő elmúlásával egyre jobban összemelegednek. Hamarosan egy páros masszázson vesznek részt, ahol jól érzik magukat.  Lauren a holmija között talál egy szép fekete ruhát, ami korábban megtetszett neki, és amit a barátnője, Jen adott neki ajándékba. Felveszi a ruhát, és éjszaka mindenki őt csodálja. Míg a gyerekek elmennek a büfébe, Jim és Lauren leülnek egy romantikus vacsorára. Lauren rájön, hogy ez nem a standard program része, ezt kifejezetten Jim tervezte neki. Ahogy beszélgetnek és jól érzik magukat, majdnem csók történik; azonban az utolsó pillanatban Jim visszahúzódik, mert úgy érzi, még nem áll készen erre, majd bocsánatot kér.
A hazatérés után Jim rájön, hogy hiányzik neki Lauren, mert beleszeretett. Bár Espn nem kész még túllépni az édesanyja halálán, de ő sem akarja azt, hogy az apja elveszítse Laurent. A gyerekek unszolására Jim elmegy Lauren házához egy csokor virággal, de Markot, a volt férjet találja ott, aki úgy tesz, mintha Lauren visszafogadta volna. Tyler izgatott, hogy Jimmel gyakorolhatja újra a baseballt, de Jim szomorúan elhagyja a küszöböt. Mark később bepróbálkozik Laurennél, de ő nem hajlandó vele újra összejönni, mert folyamatosan elmulasztotta, hogy jó apa legyen, emellett a házasság során viszonya volt egy másik nővel.
Az elkövetkező szombaton Lauren és Brendan elmennek Tyler baseball meccsére szurkolni, valamint Jen és Dick is jelen vannak a gyerekeikkel. Nem sokkal később Jim és a lányai is megérkeznek, majd Jim bátorító szavakkal és szakszerű tanácsokkal ösztönzi Tylert, hogyan üsse el a labdát. Jim meglátja Laurent, és bevallja neki, hogy szeretne vele együtt lenni, végül megcsókolja őt.

## Szereplők
| Színész              | Szerep                   | Magyar hang         |
| -------------------- | ------------------------ | ------------------- |
| Adam Sandler         | Jim Friedman             | Csőre Gábor         |
| Drew Barrymore       | Lauren Reynolds          | Kiss Eszter         |
| Bella Thorne         | Hillary "Larry" Friedman | Laudon Andrea       |
| Emma Fuhrmann        | Espn Friedman            | Koller Virág        |
| Terry Crews          | Nickens                  | Kálid Artúr         |
| Abdoulaye N'Gom      | Mfana                    | Szombathy Gyula     |
| Wendi McLendon-Covey | Jen Palmer               | Pokorny Lia         |
| Braxton Beckham      | Brendan Reynolds         | Straub Norbert      |
| Alyvia Alyn Lind     | Lou Friedman             | Stern Hanna         |
| Kyle Red Silverstein | Tyler Reynolds           | Straub Martin       |
| Zak Henri            | Jake                     | Timon Barna         |
| Jessica Low          | Ginger                   | Haffner Anikó       |
| Kevin Nealon         | Eddy                     | Schnell Ádám        |
| Joel McHale          | Mark                     | Fekete Ernő         |
| Shaquille O’Neal     | Doug                     | Barabás Kiss Zoltán |
| Dan Patrick          | Dick                     | Borbiczki Ferenc    |

## Érdekességek
- Adam Sandler a film egyik jelenetében hangoztatja, hogy ő a Nászok ásza, ezzel az 1998-ban készült filmjére utal.
- A filmben feltűnik 10 másodpercre Tom a 2004-ben készült Az 50 első randi című filmből.
- Drew B. a Somewhere over the rainbow számot énekli altatáskor, mely utalás az 50 első randi c. filmre.